# Max Gradel
Max-Alain „Max“ Gradel (* 30. November 1987 in Abidjan, Elfenbeinküste) ist ein ivorischer Fußballspieler.

## Spielerkarriere

### Leicester City (2007–2010)
Der aus der Jugend von Leicester City stammende Max Gradel kam bei seinem ersten Profiverein zunächst nur zu sehr geringen Einsatzzeiten. In der Saison 2007/08 wechselte er daher auf Leihbasis zum englischen Drittligisten AFC Bournemouth. Das nur Anfang Januar 2008 kurzzeitig unterbrochene Leihgeschäft erwies sich für alle Seiten als erfolgreich. Gradel bestritt 34 Ligaspiele und erzielte dabei 9 Tore, seine Mannschaft stieg jedoch nach einem 10-Punkteabzug in die viertklassige Football League Two ab.
In der Saison 2008/09 erreichte Gradel (27 Spiele / 1 Tor) mit Leicester City die Meisterschaft in der dritten englischen Liga und damit den Aufstieg in die Football League Championship.

### Leeds United (2009–2011)
Nachdem er in der Saison 2009/10 keine Berücksichtigung in der ersten Mannschaft gefunden hatte, wechselte er im Oktober 2009 auf Leihbasis zum englischen Drittligisten Leeds United. Durch seine ansprechenden Leistungen verpflichtete ihn Manager Simon Grayson noch während der Saison am 25. Januar 2010 auf fester Vertragsbasis. Auch Gradel (32 Spiele / 6 Tore) trug entscheidend dazu bei, dass Leeds am Saisonende als Vizemeister hinter Norwich City in die zweite englische Liga aufstieg.
In der Football League Championship 2010/11 gelang dem Aufsteiger mit Platz 7 eine gute Saison. Gradel (41 Spiele / 18 Tore) avancierte zu einem der besten Torschützen der Liga und weckte damit Begehrlichkeiten höherklassiger Vereine.

### AS Saint-Étienne (2011–2015)
Am 31. August 2011 wechselte Gradel zum französischen Erstligisten AS Saint-Étienne und unterzeichnete einen Vierjahresvertrag. In der ersten Saison war er direkt Stammspieler und konnte sechs Tore in 29 Partien der Ligue 1 erzielen. Dies blieb auch in seiner zweiten Saison so, bis er sich am Ende der Saison einen Kreuzbandriss zuzog. Somit fiel er über die Sommerpause und insgesamt 16 Ligaspiele aus. Nach der Verletzung hatte er wieder seinen alten Stammplatz und konnte auf der Außenbahn überzeugen. In der Saison 2014/15 schoss er 17 Tore in 31 Ligaspielen und war damit zusammen mit Claudio Beauvue fünfter der Torschützenliste.

### AFC Bournemouth (2015–2017)
Nach dieser guten Saison wechselte er im Sommer für fünf Millionen Pfund zum AFC Bournemouth in die Premier League. In seiner ersten Saison dort spielte er nur 14 Mal, da er sich wieder einen Kreuzbandriss zuzog. Diesmal verpasste er somit 22 Ligapartien. In seiner zweiten Saison bei Bournemouth war er nicht gesetzt und spielte trotz Verletzungsfreiheit nur elf Mal.

### FC Toulouse (2017–2020)
Nach dieser Spielzeit wechselte Gradel zunächst auf Leihbasis in die französische Ligue 1 zum FC Toulouse. Hier spielte er in seiner Debütsaison 31 Mal und konnte neun Tore erzielen. Am Ende der Spielzeit stand Toulouse auf dem Relegationsplatz. Man konnte die Klasse mit einem 4:0-Sieg gegen den AC Ajaccio halten. Daraufhin verpflichtete Toulouse ihn fest. 2018/19 traf er elf Mal und spielte in allen 36 Ligaspielen. In der Saison 2019/20 stand Gradel bis zu Corona-Krise 21 Mal auf dem Platz und erzielte drei Tore.

### In der Türkei bei Sivasspor (2020–2023) und Gaziantep (seit 2023)
Im Sommer 2020 wechselte Max Gradel in die Süper Lig zu Sivasspor. Mit der Mannschaft wurde er 2022 Pokalsieger. Nach drei Jahren als Stammspieler schloss er sich im Sommer 2023 dem Ligakonkurrenten Gaziantep FK an.

## Nationalmannschaftskarriere
Gradel debütierte für die Elfenbeinküste am 5. Juni 2011, beim 6:2-Sieg über Benin. Danach lief er regelmäßig für die Ivorer auf. So war er bislang bei jedem Afrika-Cup seit 2012 dabei. Außerdem stand er im Kader für die Fußball-Weltmeisterschaft 2014 in Brasilien. Mit der Nationalmannschaft konnte er bislang zweimal den Afrika-Cup gewinnen, 2015 sowie 2024.
Anfang Juli 2021 wurde Gradel in den Kader der ivorischen Olympiaauswahl für das Fußballturnier der Olympischen Sommerspiele 2021 berufen.

## Erfolge
Nationalmannschaft
- Afrika-Cup: Sieger 2015 und 2024, Vize-Meister 2012

Leicester City
- Aufstieg in die Premier League: 2009

St. Etienne
- Coupe de la Ligue: 2013

Sivasspor
- Türkischer Fußballpokal: 2022